# Walter Fellmann (Jurist)
Walter Fellmann (* 1955) ist ein Schweizer Rechtswissenschaftler.

## Leben
Er erwarb das Lizenziat der Rechte an der Universität Bern (1980), das Anwaltspatent (1981), das Notariatspatent (1983), das Doktorat an der Universität Bern (1984) und die Habilitation an der Universität Zürich (1993). Er war an der Universität Luzern seit 2011 Ordinarius mit den Forschungsschwerpunkten allgemeines und besonderes Vertragsrecht, vertragliches und ausservertragliches Schadenersatzrecht sowie Versicherungsrecht, Medizinrecht, Anwaltsrecht und Gesellschaftsrecht.

## Schriften (Auswahl)
- Leitsätze zum Luzerner Steuergesetz. Ein Kommentar für die Praxis. Bern 1988, ISBN 3-258-03957-7.
- mit Gabrielle von Büren-von Moos: Grundriss der Produktehaftpflicht. Bern 1993, ISBN 3-7272-9193-1.
- mit Oliver Sidler: Standesregeln des Luzerner Anwaltsverbandes vom 5. Mai 1995. Hinweise und Erläuterungen. Bern 1996, ISBN 3-7272-9157-5
- Anwaltsrecht. Bern 2017, ISBN 3-7272-8497-8.